# Muros de Nalón
Muros de Nalón – gmina w Hiszpanii, w prowincji Asturia, w Asturii, o powierzchni 8,09 km². W 2011 roku gmina liczyła 1911 mieszkańców.